# 大沢辰次郎

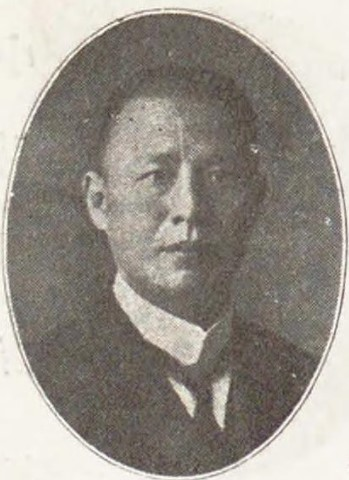
大沢辰次郎

大沢 辰次郎（おおさわ たつじろう、明治3年10月8日（1870年11月1日） - 昭和9年（1934年）3月26日）は、日本の教育者、政治家。衆議院議員（1期）。

## 来歴
信濃国筑摩郡福島村（現長野県木曽郡木曽町）に大沢紋一郎（後に福島町会議員）の子として生まれる。1889年（明治22年）長野県師範学校卒業後、同付属小学校、須坂小学校、西筑摩高等小学校、大町小学校などで訓導を務め、1900年（明治33年）に教職を辞する。1903年（明治36年）長野県会議員となり、長野県参事を兼務する。
1913年（大正2年）立憲政友会を脱党して、立憲同志会長野県支部を組織し、1915年（大正4年）第12回衆議院議員総選挙に当選したが、第2次大隈内閣の内務大臣大浦兼武に収賄問題が発覚すると、大沢もそれに関与したとして検察に拘禁され、同年の政友会系の長野市民大会で辞職勧告決議を受けて、1期限りで議員を退任。1916年（大正5年）中信銀行頭取時代に行員と共謀、同行に対して29万余円の損害を与え、うち15万円を自身が使い込んだ中信銀行事件の背任横領罪で長野地方裁判所において懲役2年の実刑判決。これにより勲八等及び大礼記念章を褫奪された。昭和9年（1934年）、東京府で死去。